# Alimbeg Borissowitsch Bestajew

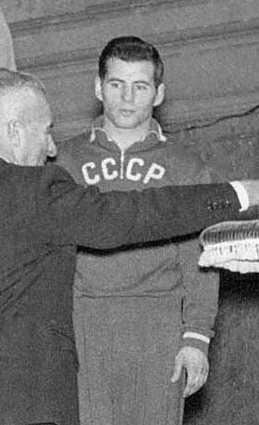
Alimbeg Borissowitsch Bestajew, 1956

Alimbeg Borissowitsch Bestajew (russisch Алимбег Борисович Бестаев, ossetisch Бестауты Борисы фырт Алимбег / Bestauty Borissy fyrt Alimbeg, * 15. August 1936 in Zchinwali; † 1988) war ein sowjetischer Ringer. Er war Weltmeister 1957 und Gewinner der Silbermedaille bei den Olympischen Spielen 1956 in Melbourne im freien Stil im Leichtgewicht.

## Werdegang
Alimbeg Bestajew wuchs in Ordschonikidse (heute Wladikawkas) auf und war Ossete. Er begann in Ordschonikidse mit dem Ringen und gehörte schon im Juniorenalter zu den besten sowjetischen Ringern im freien Stil. 1953 wurde er Juniorenmeister der größten Sowjetrepublik, der RSFSR, die im Wesentlichen mit dem heutigen Russland identisch war und 1954 wurde er Juniorenmeister der Sowjetunion.
1955 vertrat Alimbeg Bestajew, nachdem er in diesem Jahre erstmals sowjetischer Meister vor I. Dadaschew und Gabarajew geworden war, die Sowjetunion bei den Weltfestspielen der Jugend in Warschau und belegte dort den hervorragenden 2. Platz im Leichtgewicht hinter dem Polen Jan Kuczynski. Auch 1956 gelangen ihm zwei große Erfolge bei internationalen Meisterschaften. Zunächst siegte er beim World-Cup in Istanbul im Leichtgewicht und dann gewann er bei den Olympischen Spielen des gleichen Jahres in Melbourne die Bronzemedaille im Leichtgewicht. Er unterlag dabei gegen die damaligen Spitzenringer Shigeru Kasahara aus Japan und Imam-Ali Habibi aus dem Iran.
Im Jahr 1957 gelang ihm dann in Istanbul mit dem Gewinn des Weltmeistertitels im Leichtgewicht der größte Erfolg seiner Ringerlaufbahn. Er blieb dort in fünf Kämpfen ungeschlagen. Drei Siege und zwei unentschieden verlaufene Kämpfe gegen Musa Aliew aus Bulgarien und Hayrullah Sahin aus der Türkei brachten Alimbek Bestajew diesen Sieg.
Dieser Sieg beendete aber schon die kurze, aber sehr erfolgreiche internationale Ringerlaufbahn von Alimbeg Bestajew. In der Sowjetunion war ihm nämlich 1958 in Wladimir Sinjawski ein Konkurrent erwachsen, den er nicht besiegen konnte und der in den Folgejahren die Sowjetunion bei den internationalen Meisterschaften vertrat.
Alimbeg Bestajew wurde 1962 noch einmal sowjetischer Vizemeister im Leichtgewicht. Er hatte als Armeeangehöriger aber schon lange vorher ein Sportstudium am Militärinstitut des Sports in Leningrad begonnen, das er 1959 abschloss. Im Anschluss daran arbeitete er bis zu seinem frühen Tode als Ringertrainer.
In der Sowjetunion hatte Bestajew die damals üblichen Ehrentitel Verdienter Meister des Sports der UdSSR und Verdienter Trainer der UdSSR erhalten.

## Internationale Erfolge
(OS = Olympische Spiele, WM = Weltmeisterschaft, F = freier Stil, Le = Leichtgewicht)
- 1955, 2. Platz, Weltfestspiele der Jugend in Warschau, F, Le, hinter Jan Kucynski, Polen und vor Kaneko, Japan;

- 1956, 1. Platz, World-Cup in Istanbul, F, Le, vor Georgi Zaitehev, Bulgarien, Mehmut Celebi, Türkei, Imam-Ali Habibi, Iran, Roger Bielle, Frankreich u. Garibaldo Nizzola, Italien

- 1956, Bronzemedaille, OS in Melbourne, F. Le, mit Siegen über Gyula Tóth, Ungarn, Muhammad Ashraf-Din, Pakistan, Oh Tai-Kun, Südkorea u. Georgi Zaitehev u. Niederlagen gegen Shigeru Kasahara, Japan u. Emamali Habibi;

- 1957, 1. Platz, WM in Istanbul, F, Le, mit Siegen über Jan Kuczynski, Julius Pintea, Rumänien u. Kazuo Abe, Japan u. Unentschieden gegen Musa Aliew, Bulgarien u. Hayrullah Sahin, Türkei